# Алма Екмечић
Алма Екмечић (Сарајево, 8. новембар 1957) је босанскохерцеговачка певачица поп музике.

## Биографија
Алма Екмечић рођена је 8. новембар 1957. године у Сарајеву. 1974. године изабрана је за мис Босне и Херцеговине, а на такмичењу за мис Југославије освојила је титулу друге пратиље, тадашњој мис Југославије - Јадранки Бањац.
Такође, 1974. године почиње са каријером поп певачице наступом на фестивалу Први аплауз, који се одржавао у Бањој Луци. Највећи успех постигла је песмом Секс бомба из 1982. године, чији је текст написао Борисав Бора Ђорђевић (Бора чорба).
Живи и ради у Паризу.

## Фестивали
Први аплауз, Бања Лука:
- Сјећање на љето, '74

Ваш шлагер сезоне, Сарајево:
- Свако има своју љубав, '75
- Несташне ријечи, '76
- Скрени лијево, '77
- Мајке ми, '87

Скопље:
- Чудна средба, '78

Опатија:
- Замисли да се волимо, '85

Загреб:
- Не остављај ме сад, '86